# Eupithecia arctica
Eupithecia arctica là một loài bướm đêm trong họ Geometridae.